# 처리크

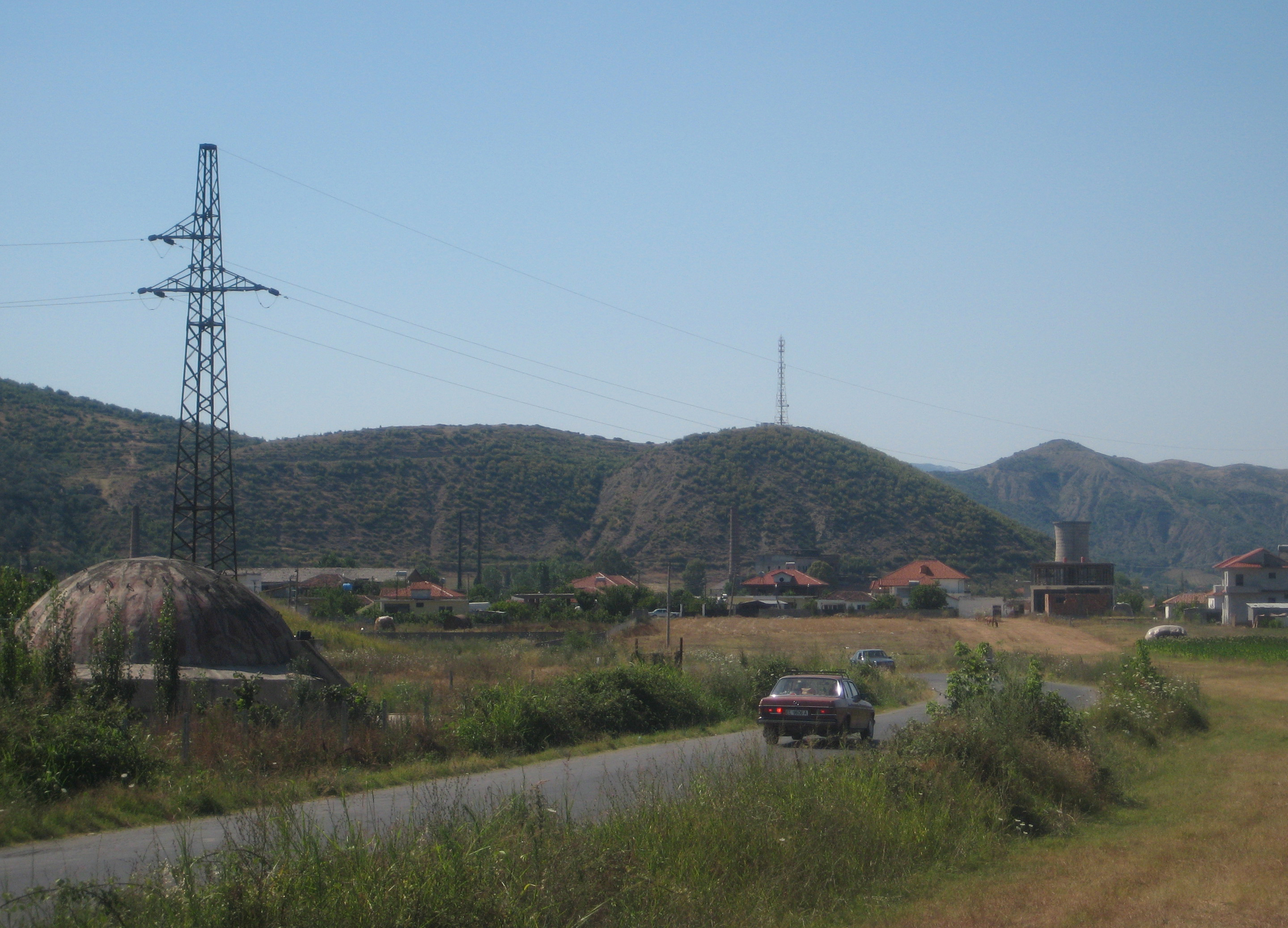
처리크

처리크(알바니아어: Cërrik)는 알바니아 중부 엘바산주의 도시로 면적은 189.65km2, 높이는 69m, 인구는 27,445명(2011년 기준), 인구 밀도는 140명/km2이다. 엘바산에서 남서쪽으로 약 10km 정도 떨어진 곳에 위치한다.